# Kate Serjeantson
Kate Serjeantson foi uma atriz de teatro do século XX, que se apresentava em diversas produções, tais como Case of Lady Camber (1917) e Rambler Rose (1917).